# Malé ženy (film, 1994)
Malé ženy (v anglickém originále Little Women) je americký dramatický film z roku 1994. Jedná se o filmovou adaptaci stejnojmenného románu od Louisy May Alcott z roku 1868. Režisérem filmu je Gillian Armstrong. Hlavní role ve filmu ztvárnili Winona Ryder, Gabriel Byrne, Trini Alvarado, Samantha Mathis a Kirsten Dunst.

## Ocenění
Winona Ryder byla za svou roli v tomto filmu nominována na Oscara. Film byl dále nominován na dva Oscary v kategoriích nejlepší kostýmy a hudba a na cenu BAFTA v kategorii nejlepší kostýmy.

## Obsazení
| Winona Ryder    | Josephine March   |
| Gabriel Byrne   | Friedrich Bhaer   |
| Trini Alvarado  | Margaret March    |
| Samantha Mathis | Amy March         |
| Kirsten Dunst   | mladá Amy March   |
| Claire Danesová | Elizabeth March   |
| Christian Bale  | Theodore Laurence |
| Eric Stoltz     | John Brooke       |
| Susan Sarandon  | Margaret March    |